# Curicó
Curicó es una ciudad, capital de la provincia de Curicó, ubicada en la Región del Maule en la zona central de Chile. 
El área de la comuna de Curicó alcanza a 1328 km². Son productos característicos de la ciudad las tortas, frutas, cemento, azúcar, salsa de tomates y vinos de exportación de calidad internacional. Es uno de los centros de servicios más importantes de la zona central y está considerada como la capital agroindustrial de Chile debido a su constante crecimiento económico. Integra —junto a las comunas de Hualañé, Licantén, Molina, Rauco, Romeral, Sagrada Familia, Teno, Vichuquén, Talca, Constitución, Curepto, Empedrado, Maule, Pelarco, Pencahue, Camarico, San Clemente y San Rafael— el distrito electoral N.º 17 y pertenece a la IX circunscripción senatorial.

## Símbolos

### Escudo de armas
El símbolo de la ciudad es un distintivo heráldico que interpreta las tradiciones cívicas más honrosas de los primeros pobladores españoles de Curicó; representa un caballero de plata, montado en un caballo negro, en un campo verde, matando una serpiente de oro y en su parte inferior lleva la frase "Noble y Leal Villa de San José de Buenavista de Curicó" mientras que en la superior, una corona mural de oro.
Este escudo es una readecuación del escudo de armas del maestre de campo Lorenzo de Labra y Corvalán de Castilla, propietario de las tierras donde se levantaron las plantas primitivas y actuales de la ciudad. Este símbolo estaba a punto de decretarse por parte de la colonia española, cuando estalló la guerra de la Independencia.
La colectividad española, poco antes del bicentenario de Curicó, realizó un detenido estudio y logró rescatar el escudo, cuyo modelo se conserva en el Museo Histórico Nacional en Santiago. El 2 de septiembre de 1943, a un mes del aniversario de la ciudad, el concejo municipal de la época, bajo la presidencia del alcalde Carlos Castro, declaró este escudo como insignia oficial de la ciudad.
El escudo de la comuna de Curicó se utiliza en diversas situaciones, tales como ceremonias internas o públicas en las que participe la Municipalidad de Curicó. Además, se emplea en actos públicos organizados por instituciones de la ciudad que expresen su intención de adoptar este emblema. También es un elemento esencial en toda la documentación oficial de la Municipalidad, así como en sellos y timbres de la Corporación.

## Historia
Los territorios que ocupan actualmente la ciudad de Curicó la habitaban los naturales Curis o negros, grupos de indígenas que tomaron el nombre de la región por el color de sus tierras cerca de los arroyos y humedales.
Denominada originalmente San José de Buena Vista de Curicó, la ciudad fue fundada el 9 de octubre de 1743, gracias a las donaciones de los vecinos, el capitán Pedro Nolasco Solorza y Mónica Donoso y Navarro, viuda de Labra, por autorización y mandato de José Antonio Manso de Velasco, gobernador de Chile y, más tarde, virrey del Perú. 
En 1747, el gobernador Domingo Ortiz de Rozas decidió trasladar su ubicación 3 kilómetros al este, al pie del cerrillo donde se encontraba el convento de los franciscanos (actual ubicación), debido a la gran humedad que existía en su antiguo emplazamiento. Pero el nuevo pueblo no prosperaba, a pesar de su trazado y planificación previa, debido a que los vecinos del antiguo pueblo no se mudaban a la nueva villa; solo después del gran terremoto del 25 de mayo de 1751, cuando la antigua quedó en el suelo, los habitantes se vieron obligados a trasladarse.
La orden de los mercedarios (actual iglesia de la Merced) se instaló en 1755, mientras la ciudad, a pesar de su estratégica ubicación, no progresaba debido a su escasa población. La villa tenía fama, además, de exagerada religiosidad y conservadurismo debido a la influencia de los conventos del lugar y a las familias aristocráticas que dominaban la ciudad.
Curicó obtuvo su título de ‘ciudad’ en 1830 (Guevara, 1890, §9). El héroe de la ciudad es Luis Cruz Martínez, un militar chileno de la guerra del Pacífico, caído en combate en 1882, en la batalla de la Concepción en Perú. Es el centro de comunicación, comercial y económico de las agroindustrias vecinas.
Curicó fue una de las ciudades más afectadas por el Terremoto de Chile del 2010. Como resultado de aquel sismo, se produjo el derrumbe de gran parte de la zona céntrica de la ciudad -conocida como casco histórico-, donde el sesenta por ciento de las casas y el noventa por ciento del casco histórico se desplomó; la gran mayoría de estos aun no han sido reconstruidos. Un ejemplo de ello es el Hospital San José de Curicó, el cual se encuentra inaugurado por etapas.

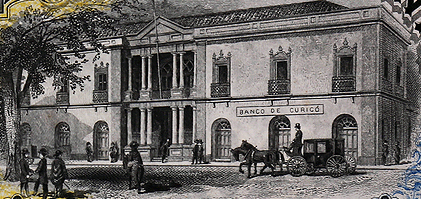
Dibujo del Banco de Curicó (1881-1959).
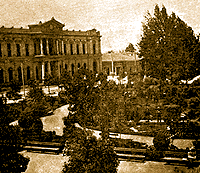
Plaza de Curicó en 1901.
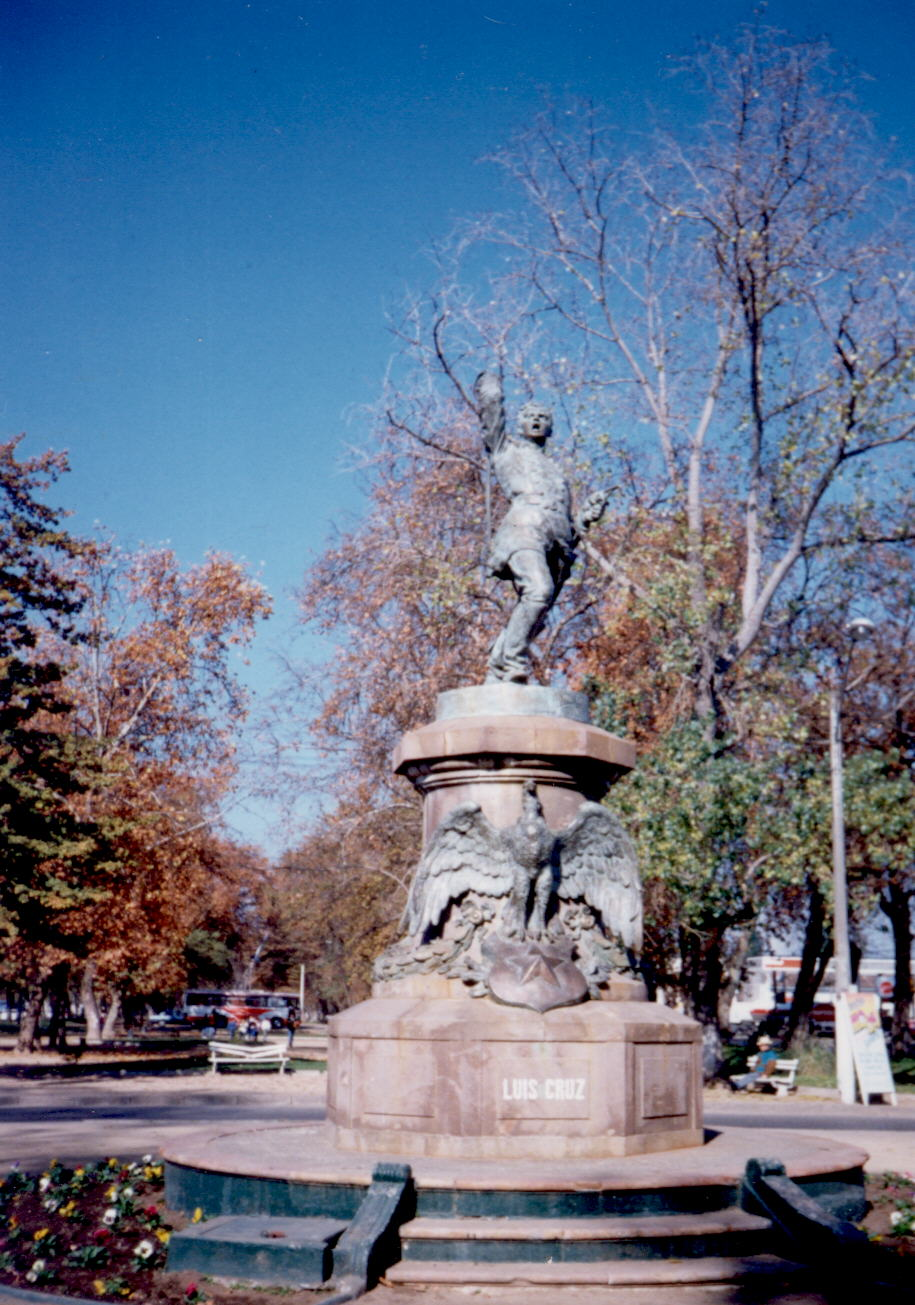
Monumento a Luis Cruz Martínez, por Guillermo Córdova.
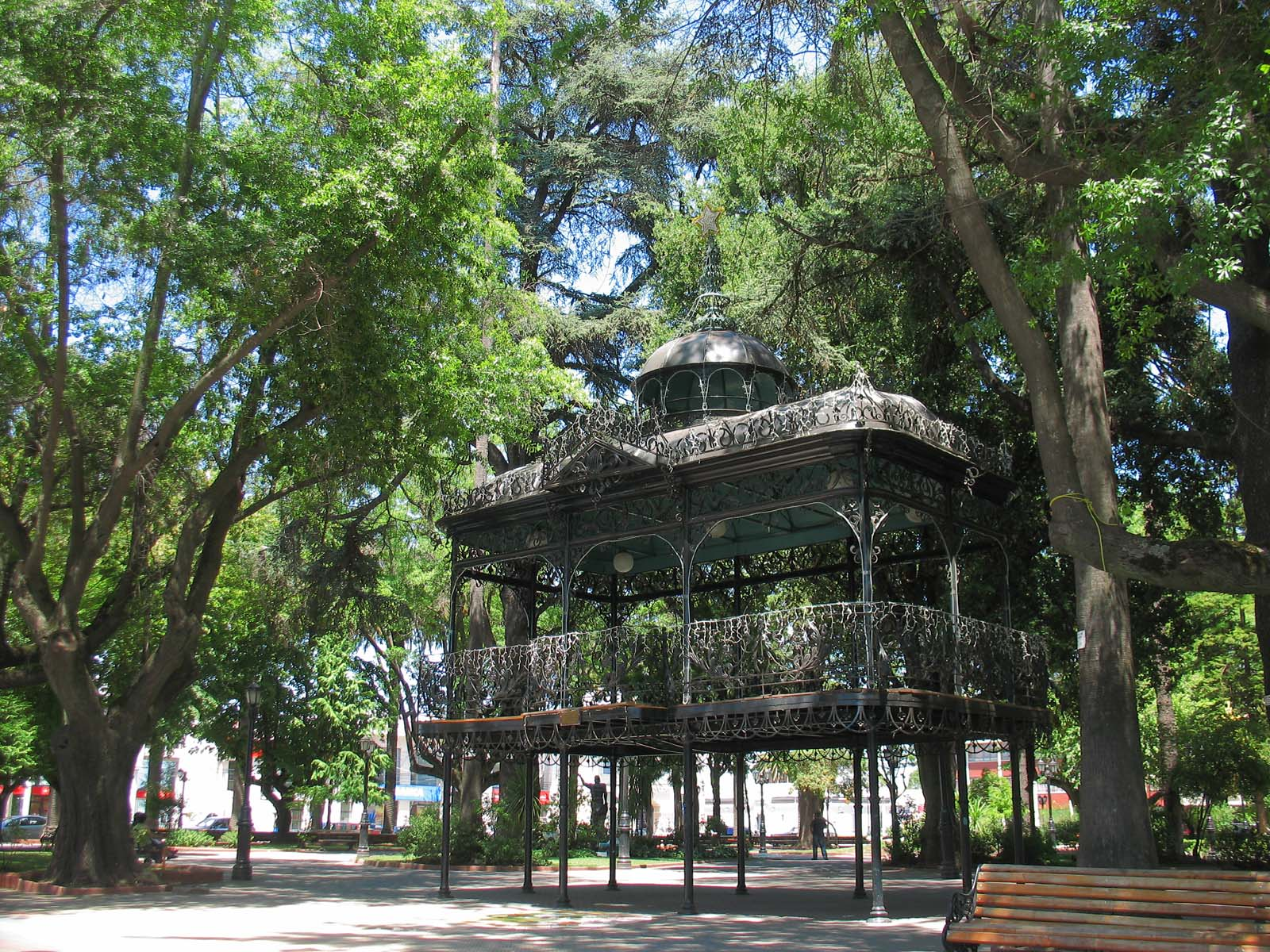
Pérgola de Curicó.
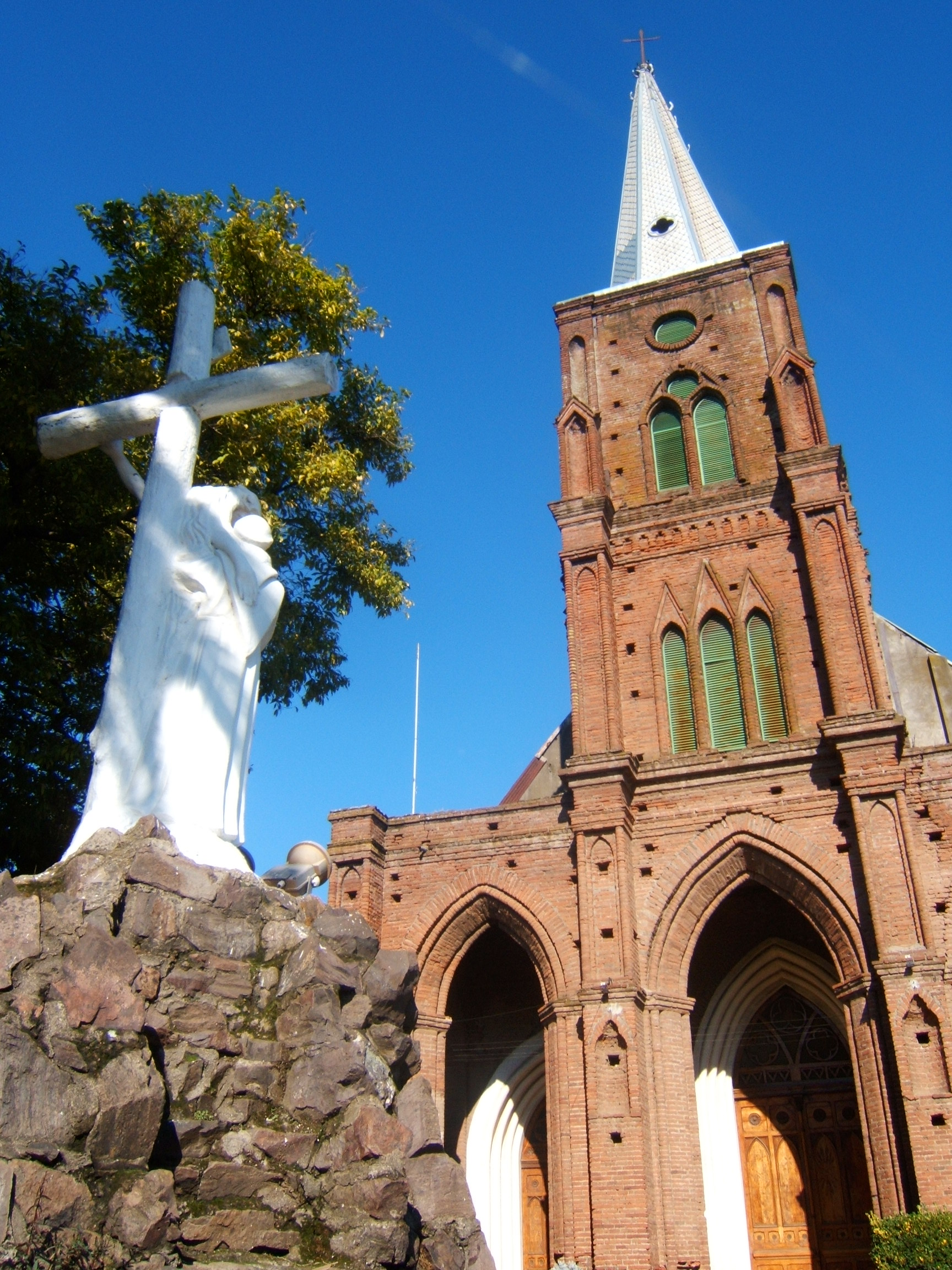
Iglesia de San Francisco.

## Geografía

### Geomorfología
La comuna de Curicó se encuentra emplazada en las unidades geomorfológicas de Cordillera andina de retención crionival, Cordillera de la costa, Llano central fluvio-glacio-volcánico y Precordillera.

### Clima

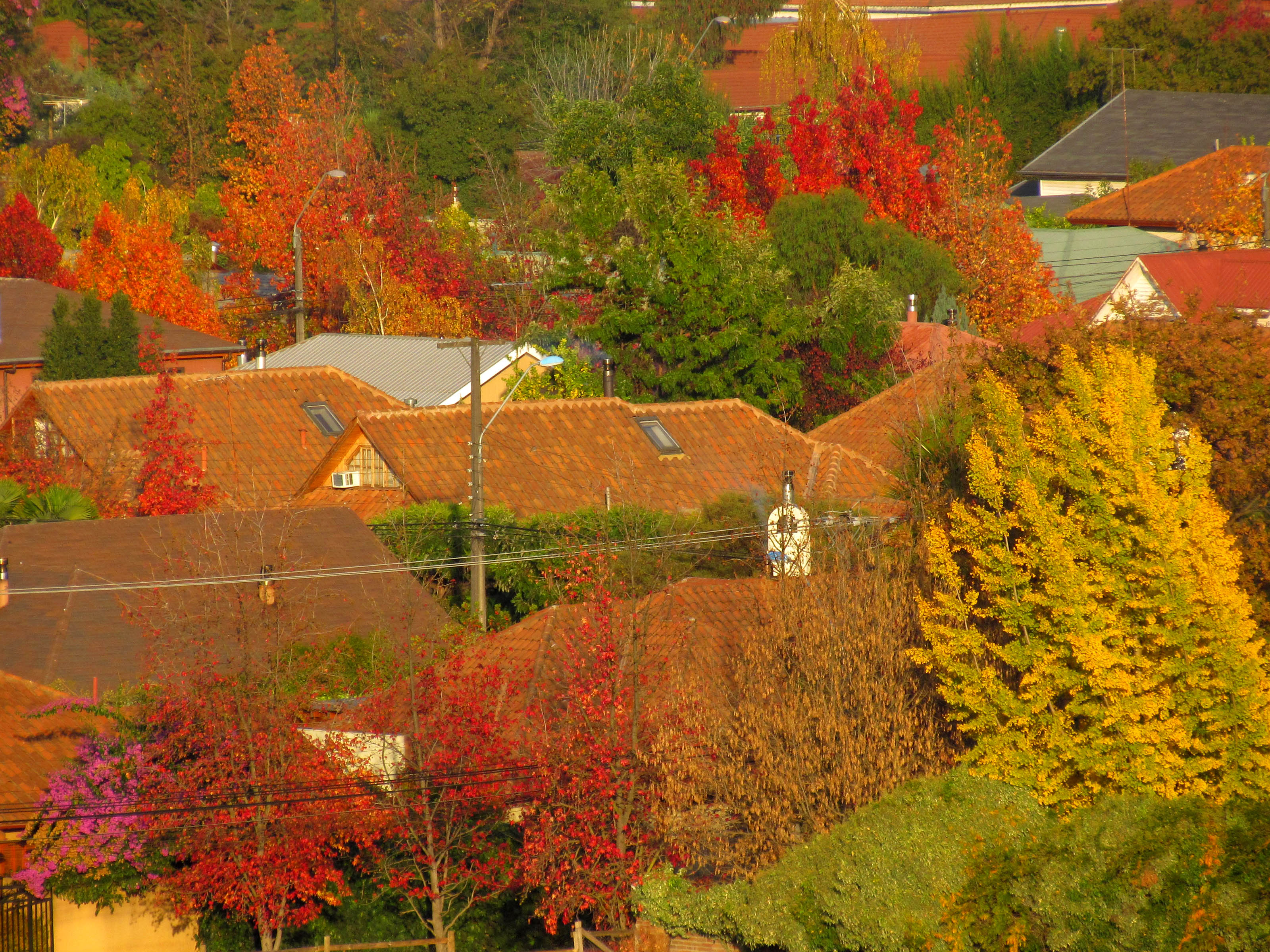
Curicó en otoño.

Curicó tiene un clima mediterráneo con estación seca prolongada en verano. Relativamente caluroso de noviembre a marzo, con temperaturas máximas de 36 grados Celsius en los días más calurosos.
El invierno (de junio a agosto) es más húmedo, con temperaturas típicas máximas diarias de 12 grados Celsius y mínimas de poco más sobre el punto de congelamiento. La pluviosidad media es de 701,9 mm por año.
El clima es medio y la pluviosidad es más abundante en la parte norte del valle, y los efectos son vistos a través de un mejor pastoreo, los sistemas de irrigación son importantísimos para el desarrollo de la agricultura.
| Parámetros climáticos promedio de Curicó (1970–2000) | Parámetros climáticos promedio de Curicó (1970–2000) | Parámetros climáticos promedio de Curicó (1970–2000) | Parámetros climáticos promedio de Curicó (1970–2000) | Parámetros climáticos promedio de Curicó (1970–2000) | Parámetros climáticos promedio de Curicó (1970–2000) | Parámetros climáticos promedio de Curicó (1970–2000) | Parámetros climáticos promedio de Curicó (1970–2000) | Parámetros climáticos promedio de Curicó (1970–2000) | Parámetros climáticos promedio de Curicó (1970–2000) | Parámetros climáticos promedio de Curicó (1970–2000) | Parámetros climáticos promedio de Curicó (1970–2000) | Parámetros climáticos promedio de Curicó (1970–2000) | Parámetros climáticos promedio de Curicó (1970–2000) |
| Mes                                                  | Ene.                                                 | Feb.                                                 | Mar.                                                 | Abr.                                                 | May.                                                 | Jun.                                                 | Jul.                                                 | Ago.                                                 | Sep.                                                 | Oct.                                                 | Nov.                                                 | Dic.                                                 | Anual                                                |
| ---------------------------------------------------- | ---------------------------------------------------- | ---------------------------------------------------- | ---------------------------------------------------- | ---------------------------------------------------- | ---------------------------------------------------- | ---------------------------------------------------- | ---------------------------------------------------- | ---------------------------------------------------- | ---------------------------------------------------- | ---------------------------------------------------- | ---------------------------------------------------- | ---------------------------------------------------- | ---------------------------------------------------- |
| Temp. máx. abs. (°C)                                 | 37.3                                                 | 37.4                                                 | 33.6                                                 | 31.6                                                 | 24.8                                                 | 21.0                                                 | 29.0                                                 | 25.6                                                 | 27.0                                                 | 31.6                                                 | 32.2                                                 | 33.6                                                 | 37.4                                                 |
| Temp. máx. media (°C)                                | 29.2                                                 | 28.4                                                 | 25.5                                                 | 20.3                                                 | 15.6                                                 | 12.4                                                 | 12.1                                                 | 14.1                                                 | 17.1                                                 | 20.4                                                 | 24.1                                                 | 27.5                                                 | 20.5                                                 |
| Temp. media (°C)                                     | 22.1                                                 | 21.2                                                 | 18.3                                                 | 14.2                                                 | 10.9                                                 | 8.7                                                  | 8.0                                                  | 9.4                                                  | 11.8                                                 | 14.5                                                 | 17.6                                                 | 20.5                                                 | 14.7                                                 |
| Temp. mín. media (°C)                                | 12.7                                                 | 12.0                                                 | 9.7                                                  | 7.2                                                  | 6.0                                                  | 4.8                                                  | 3.9                                                  | 4.4                                                  | 5.9                                                  | 7.7                                                  | 9.6                                                  | 11.6                                                 | 7.9                                                  |
| Temp. mín. abs. (°C)                                 | 0.0                                                  | 1.0                                                  | 0.7                                                  | -5.2                                                 | -3.8                                                 | -4.6                                                 | -6.3                                                 | -4.6                                                 | -2.0                                                 | -0.8                                                 | 0.0                                                  | 1.5                                                  | -6.3                                                 |
| Precipitación total (mm)                             | 2.6                                                  | 2.2                                                  | 11.5                                                 | 34.8                                                 | 84.3                                                 | 168.4                                                | 156.1                                                | 123.5                                                | 62.1                                                 | 38.1                                                 | 19.6                                                 | 9.7                                                  | 712.9                                                |
| Días de precipitaciones (≥ )                         | 0.6                                                  | 0.5                                                  | 1.4                                                  | 4.2                                                  | 9.4                                                  | 11.9                                                 | 10.5                                                 | 8.3                                                  | 6.4                                                  | 4.6                                                  | 2.1                                                  | 1.1                                                  | 61.0                                                 |
| Horas de sol                                         | 362.7                                                | 307.9                                                | 254.2                                                | 168.0                                                | 114.7                                                | 102.3                                                | 75.0                                                 | 136.4                                                | 162.0                                                | 226.3                                                | 300.0                                                | 341.0                                                | 2550.5                                               |
| Humedad relativa (%)                                 | 51.0                                                 | 54.0                                                 | 60.0                                                 | 71.0                                                 | 79.0                                                 | 86.0                                                 | 84.0                                                 | 81.0                                                 | 73.0                                                 | 66.0                                                 | 58.0                                                 | 53.0                                                 | 68.0                                                 |
| Fuente n.º 1: Dirección Meteorológica de Chile       |                                                      |                                                      |                                                      |                                                      |                                                      |                                                      |                                                      |                                                      |                                                      |                                                      |                                                      |                                                      |                                                      |
| Fuente n.º 2: Universidad de Chile (horas de sol)    |                                                      |                                                      |                                                      |                                                      |                                                      |                                                      |                                                      |                                                      |                                                      |                                                      |                                                      |                                                      |                                                      |

### Hidrografía
Esta comuna se halla en la cuenca hidrográfica de río Mataquito. Además, la comuna posee diversos cuerpos de agua, entre los que se destacan el río Barroso, río Colorado, río de San Martín, río de Valle Grande, río del Nevado, río Lontue, río Mataquito y río Negro.

## Medio ambiente

Trazado simplificado de los ecosistemas y cuerpos de agua presentes en la comuna de Curicó.

### Componentes bióticos
Dentro del territorio de la comuna se pueden hallar los siguientes ecosistemas:
- Bosque caducifolio mediterráneo interior donde predominan Nothofagus obliqua y Cryptocarya alba (En peligro crítico)
- Bosque caducifolio mediterráneo-templado andino donde predominan Austrocedrus chilensis y Nothofagus obliqua (Vulnerable)
- Bosque esclerófilo mediterráneo andino donde predominan Lithrea caustica y Lomatia hirsuta (Vulnerable)
- Bosque esclerófilo mediterráneo interior donde predominan Lithrea caustica y Peumus boldus (En peligro)
- Bosque espinoso mediterráneo interior donde predominan Acacia caven y Lithrea caustica (En peligro)
- Herbazal mediterráneo andino donde predominan Oxalis adenophylla y Pozoa coriacea (Vulnerable)
- Matorral bajo mediterráneo andino donde predominan Chuquiraga oppositifolia y Discaria articulata (Vulnerable)
- Matorral bajo mediterráneo andino donde predominan Laretia acaulis y Berberis empetrifolia (Preocupación menor)
- Zonas geográficas hinóspitas sin vegetación (Sin información)

### Medidas de protección ambiental y conflictos socioambientales
Hasta 2022, la comuna de Curicó cuenta con las siguientes zonas que cuentan con algún nivel de protección ambiental:
- Alta Cuenca Río Colorado (Sitios ERB)[16]
- Cerros de Upeo (Sitios ERB)[17]
- Cuenca Media del Río Colorado (Sitios ERB)[18]
- El Buchén (Iniciativa de Conservación Privada)[19]

## Demografía
Según los datos aportados por el INE en 2024, la comuna de Curicó tiene una población de 159.968 habitantes, lo que la convierte en una de las ciudades con mayor crecimiento demográfico a nivel país, una de las veinticinco más pobladas de Chile y la segunda en importancia de la Región del Maule, después de Talca.

### Barrios

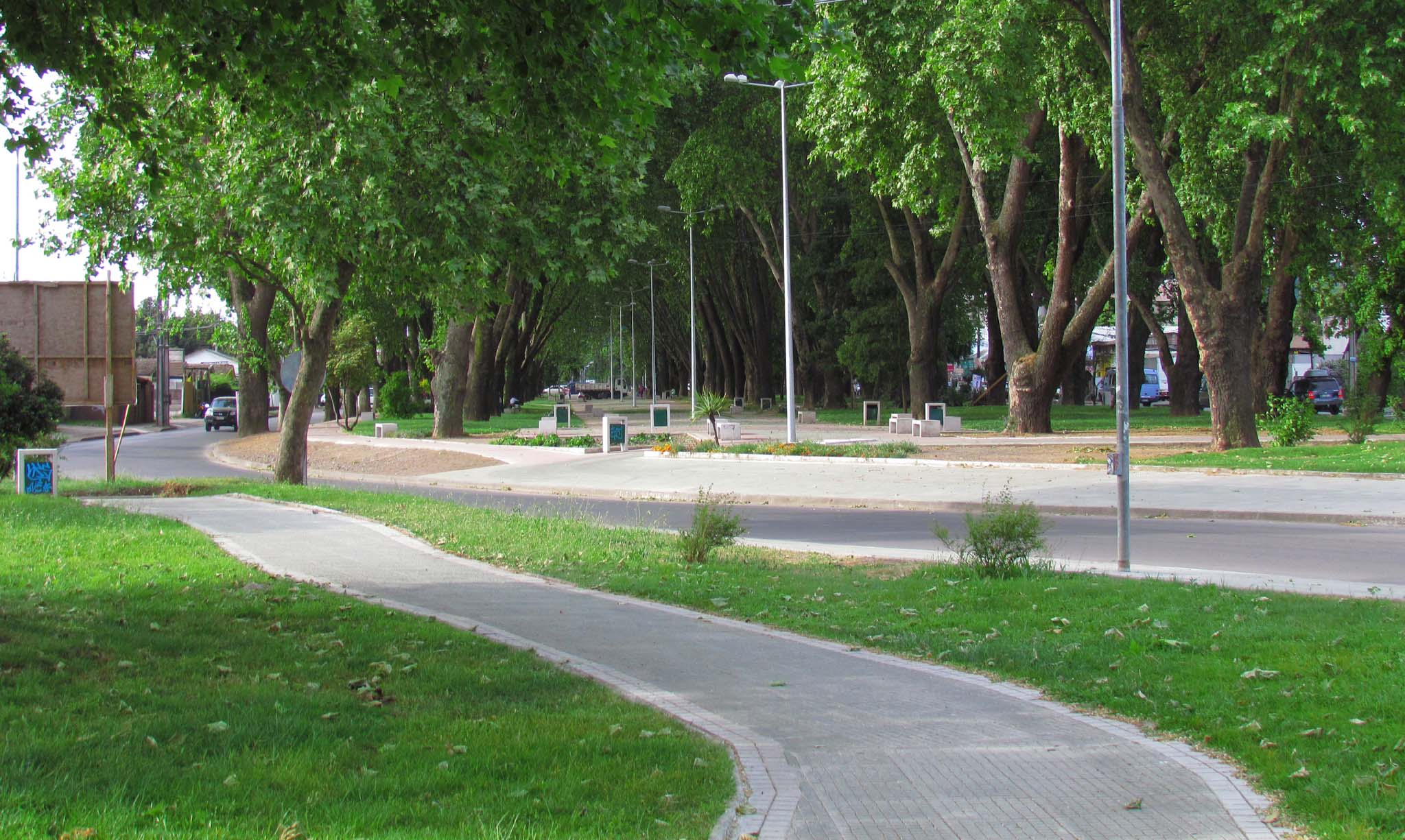
La Alameda vista desde sus inicios

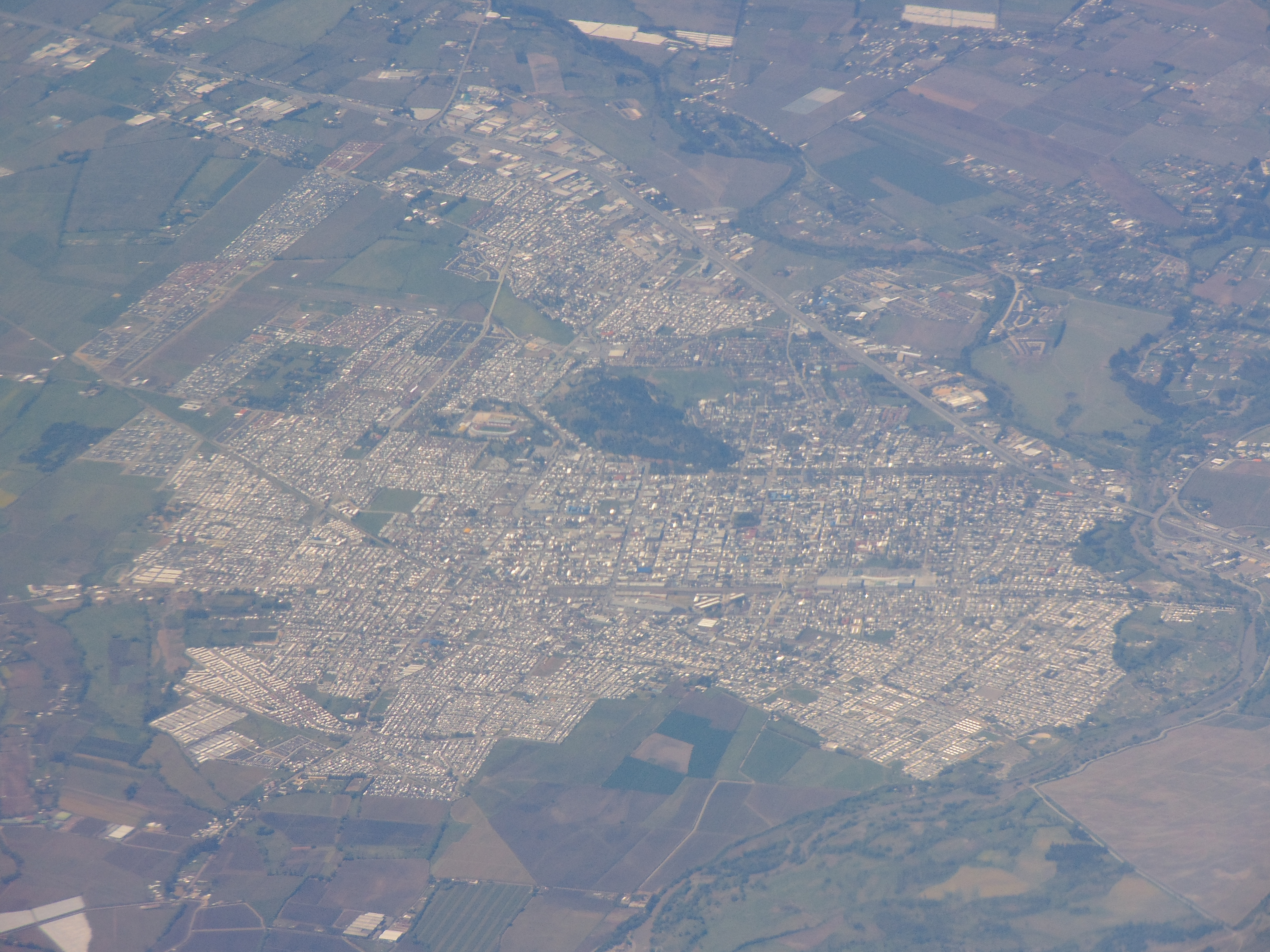
Curicó visto desde vuelo a 10 000 m aprox. desde el oeste

Los principales sectores y barrios de la ciudad son:
- Centro histórico: cuadrante delimitado por las avenidas Camilo Henríquez (norte), Manso de Velasco llamada comúnmente Alameda (oriente), San Martín (sur) y O'Higgins (poniente).
- Sector Norte: Rauquén, La Marquesa, Apumanque, Santa Fe, El Boldo, Mataquito, Conavicop, Villa Marista, Santa María del Boldo, Villa Don Rodrigo, Don Manuel del Boldo.

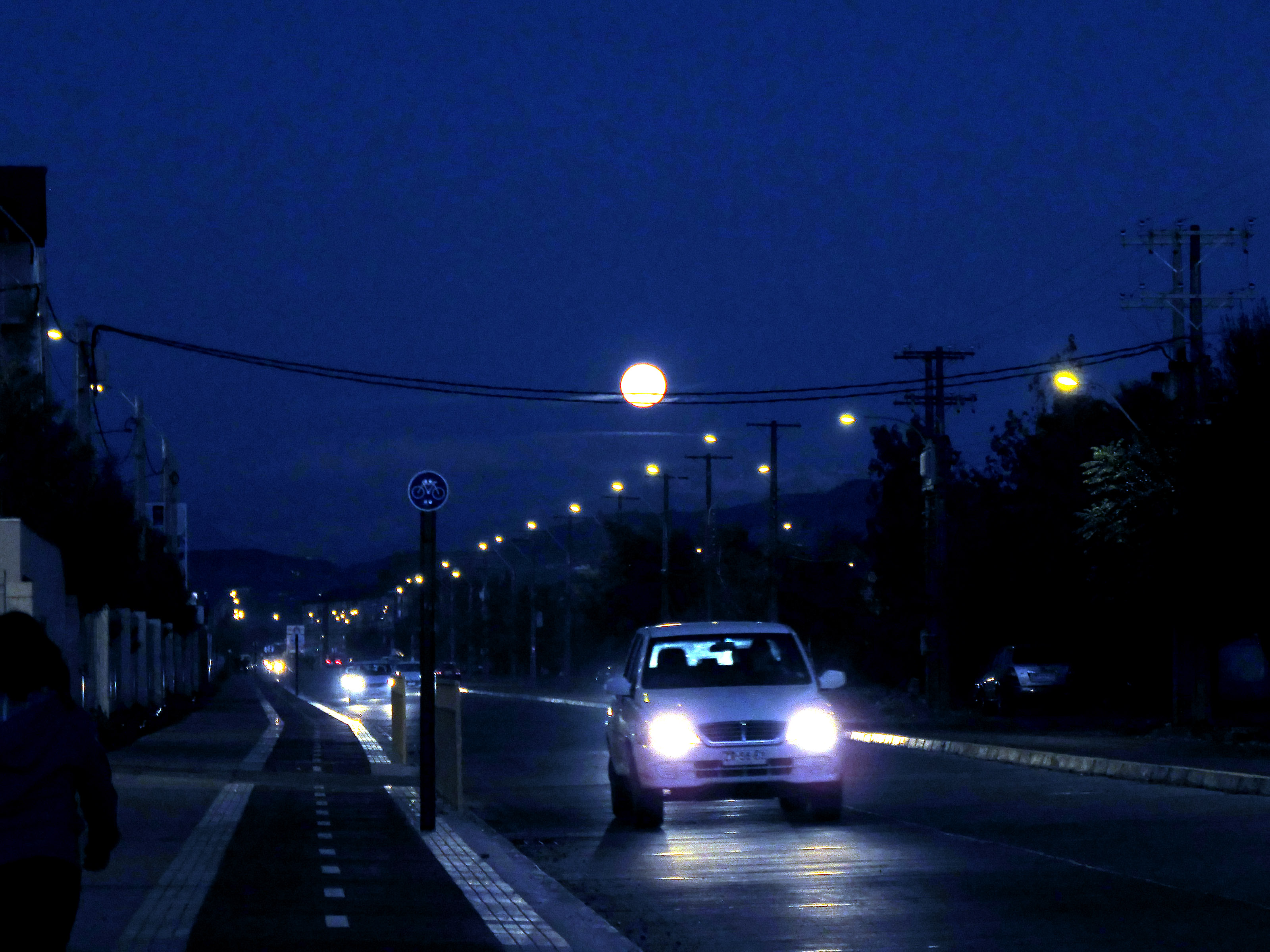
Avenida Circunvalación, que pasa por parte de Los Boldos, Conavicop, Rauquén y Santa Fe

- Sector Sur: Santa Inés, Villa San José, Los Alerces, Guaiquillo, Iansa, Nilahue, Portales, Escuela Ampurdán.
- Sector Oriente: Zapallar, avenida España, Sol de septiembre, Pirineos, Rucatremu, Aranjuez, Javiera Carrera, Primavera, villa Pucara.
- Sector Poniente: Balmaceda, Galilea, Bombero garrido, Aguas Negras, El Cisne, Vaticano, Electrificación, Jardín del sur, Maule Abajo, La Foresta.

### Localidades
Además de Curicó, la comuna se conforma por otras localidades menores, de índole rural, entre los que destacan:
- Tutuquén: ubicada al poniente de la ciudad; se accede desde la ruta J-620 (av. Colón). Se encuentra dividido en 2 sectores, Alto y Bajo; se caracteriza por sus cultivos de uva de mesa, así como por las plantaciones de tomate (Tutuquén Bajo). Tuvo una estación de ferrocarriles correspondiente al desaparecido ramal a Licantén, en el terreno que hoy ocupa la Frutícola Dosal, conocida exportadora de kiwis y manzanas.
- Sarmiento: distante a 7 km al norte de Curicó, posee muchas referencias a Argentina debido a que su nombre honra la memoria de Domingo Faustino Sarmiento, a que se fundó un 25 de mayo de 1810 (coincidiendo en el centenario de la nación vecina) y a que su fundador fue el agricultor argentino Evaristo Sánchez, quien donó parte de sus tierras para levantar el pueblo y la estación ferroviaria. Sarmiento está prácticamente convertido en una ciudad dormitorio y se estima que ya supera los 10 000 habitantes. Los principales accesos desde Curicó son las avenidas El Boldo y Rauquén, y, desde la ruta 5, el callejón Cabalín.
- Los Guindos: localidad rural ubicada a 9 kilómetros al norte de Curicó y se puede acceder a ella por Sarmiento o Isla de Marchant.
- Convento Viejo: caserío de unos 200 habitantes, ubicado en el terreno donde se fundó originalmente Curicó en 1743
- Potrero Grande: distante unos 30 kilómetros hacia la cordillera por la ruta J-65, es un balneario precordillerano muy concurrido en verano; tiene un estero del mismo nombre, afluente del Lontué, apto para el baño y rodeado de un entorno natural.
- Los Niches: ubicado en el kilómetro 10 de la ruta J-65, en medio de plantaciones frutales, es una localidad en constante crecimiento; cuenta con retén de carabineros, Cesfam, bomberos y escuelas. Destacan en esta zona un hogar de ancianos perteneciente a la Fundación Las Rosas y el campus de Agronomía de la Universidad Católica del Maule.
- Otras localidades son: Barros Negros, Isla de Marchant, Rincón de Sarmiento, Los Lirios, Vista Hermosa, Maquehua, Zapallar, Los Cristales, El Prado, La Obra, El Maitén, Los Castaños, Chequenlemu, Huañuñé, Marengo, San Luis, La Mosqueta, Las Piedras, San Jorge, Santa Rosa de la Copec, El Hollín, El Porvenir, Cordillerilla, San Luis, Bajo la Cuesta, La Quebrada, Upeo, Monte Oscuro, Las Buitreras, Rauco.

## Administración

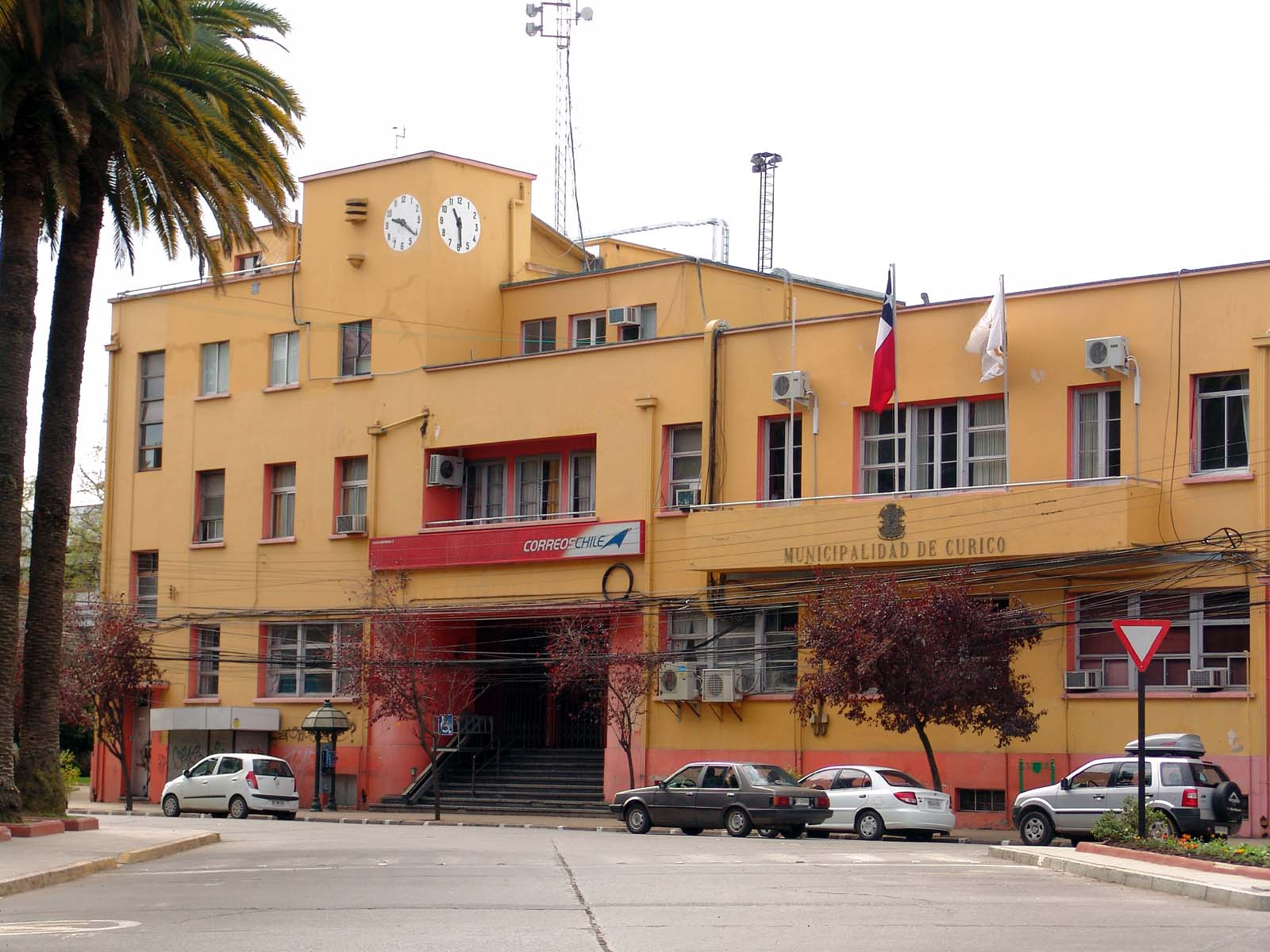
Edificio consistorial de la Municipalidad de Curicó

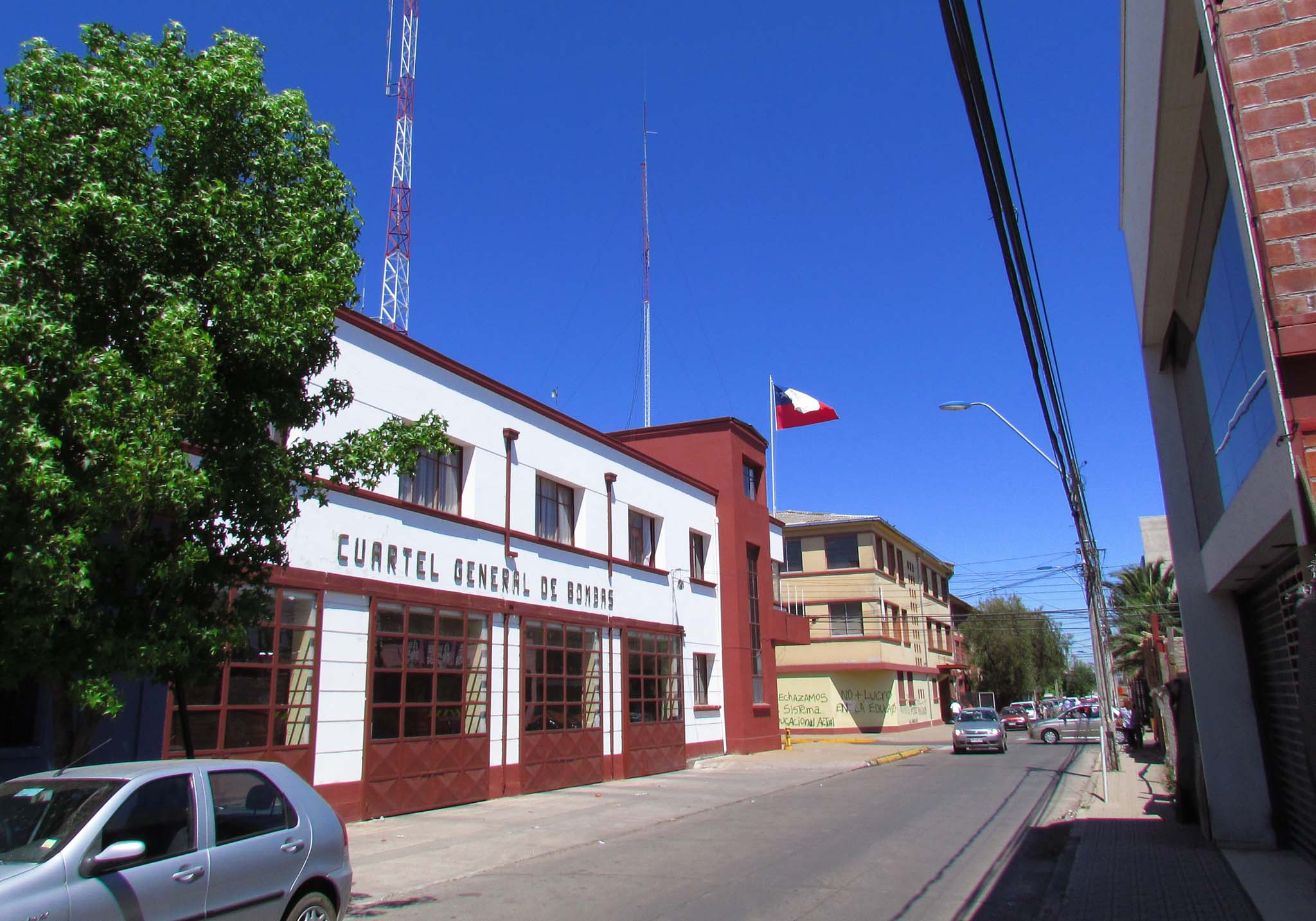
Cuerpo de Bomberos, calle Prat

### Municipalidad
La administración de la comuna está encabezada en el período 2024-2028 por el alcalde George Bordachar Sotomayor (Independiente), asesorado por los concejales:
- Maria Pilar Contardo Jofré (Independiente)
- Paulina Bravo Valenzuela (PR)
- Raimundo Canquil Vargas (PS)
- Constanza Pinto Muñoz (REP)
- Edgardo Reyes Reyes (Independiente)
- Mario Undurraga Castelblanco (UDI)
- Francisco Sanz Abad (RN)
- Ivette Cheyre Serrano (UDI)

### Representación parlamentaria
La comuna de Curicó pertenece al distrito electoral n.º 17 y la n.º9 circunscripción senatorial (Región del Maule). Es representada en la Cámara de Diputados del Congreso Nacional por los diputados Benjamín Moreno (PRCh), Felipe Donoso (UDI), Hugo Rey (RN), Jorge Guzmán (Evópoli), Francisco Pulgar (Ind-PDG), Alexis Sepúlveda (PR) y Mercedes Bulnes (CS) en el periodo 2022-2026. A su vez, en el Senado la representan Juan Antonio Coloma Correa (UDI), Rodrigo Galilea Vial (RN), Juan Castro Prieto (Ind-RN), Ximena Rincón (PDC) y Álvaro Elizalde (PS) en el periodo 2018-2026.

## Economía

### Sector primario

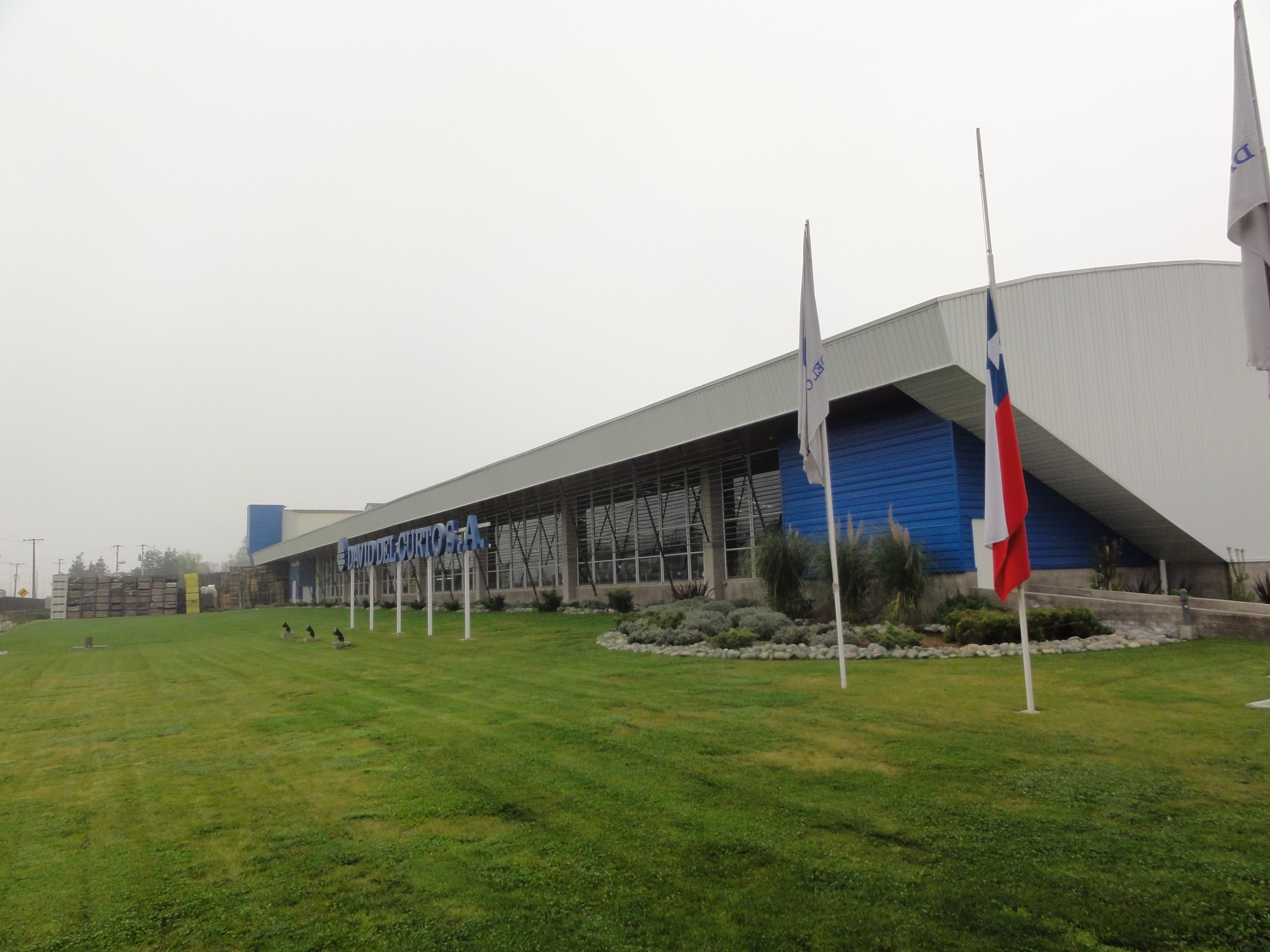
Frutícola David del Curto

La economía principal de la ciudad se basa principalmente del sector primario como es la explotación agropecuaria, con grandes extensiones de plantaciones frutales como manzano, cerezos, vides, kiwis, entre otros, además de cultivos anuales como remolacha, tomate industrial, trigo, maíz y hortalizas para consumo fresco. Existen varias empresas exportadoras de fruta fresca —Agricom, Unifrutti, Copefrut, Del Monte, David del Curto, Iansa, Carozzi, Agrícola Cofan, , entre otras— y bodegas elaboradoras de vino —Viña San Pedro, Concha y Toro, Santa Rita y otras— para exportación y mercado nacional.

### Sector secundario y terciario
En el sector terciario, la ciudad brinda todos los servicios de empresas financieras, transporte, multitiendas, institutos profesionales, universidades, salud y entretenimiento. En 2012 entró en operaciones la planta de paneles de madera aglomerada más grande del país perteneciente a la empresa Arauco
En 2007, fue inaugurado el centro comercial más importante de la región del Maule, Mall Curicó (105 000 m²), perteneciente a Inmobiliaria Mall Viña del Mar S.A. Entre sus tiendas ancla se encuentran Ripley, París, Jumbo e Easy. En 2018, como parte de la primera fase del plan de ampliación del centro comercial, inició sus operaciones la tienda H&M, siendo la primera sucursal de la cadena entre Santiago y Concepción. Durante el año 2019 fue inaugurado en este mismo lugar un bulevar gastronómico, con tiendas únicas dentro de la Región del Maule, dentro de estas destacan: Burger King, Starbucks, Manarola y La Serrana. En el marco de esta misma ampliación comercial, se inauguraron Cineplanet y la sucursal de venta de productos Apple, MacOnline.
En 2019, comenzó a operar Mercado Quadra, iniciativa comercial que en su primera etapa incluyó la apertura de un supermercado Tottus. A futuro está contemplada la apertura de un gimnasio de Energy y de locales comerciales.
En 2018, la cantidad de empresas registradas en Curicó fue de 5.562. El Índice de Complejidad Económica (ECI) en el mismo año fue de 1,77, mientras que las actividades económicas con mayor índice de Ventaja Comparativa Revelada (RCA) fueron Fabricación de Mezclas Bituminosas (41,15), Producción de Semillas de Flores, Prados, Frutas y Hortalizas (39,54) y Producción en Viveros, excepto Especies Forestales (28,5).

### Turismo

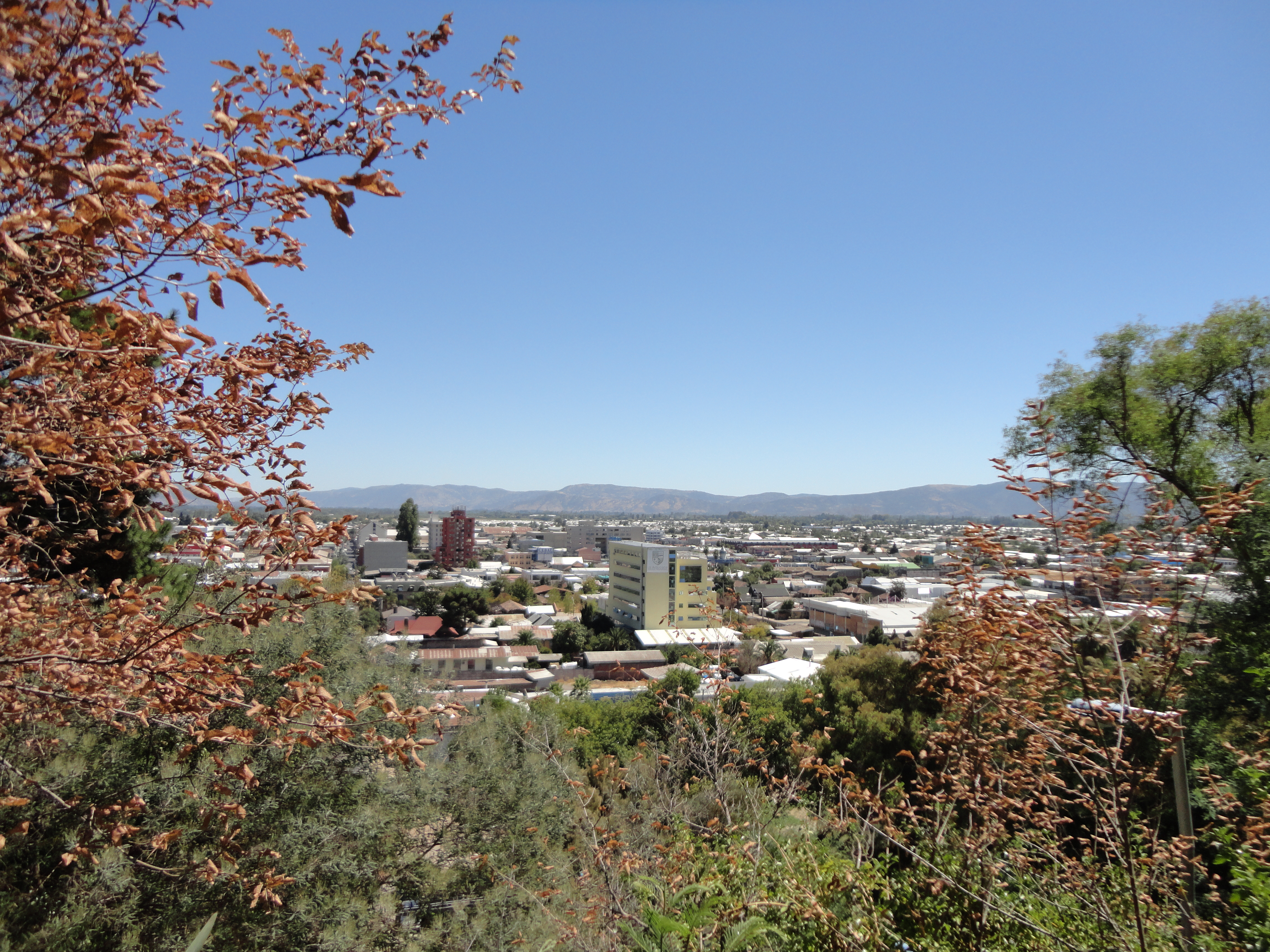
Curicó desde el cerro Carlos Condell.

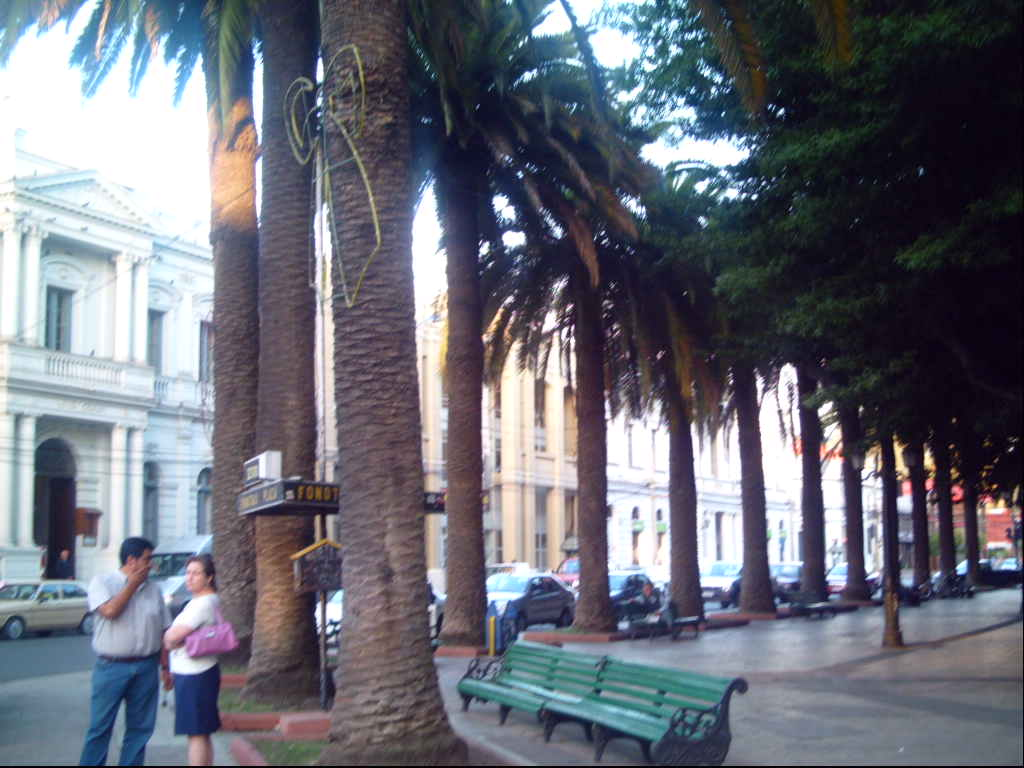
Plaza de Armas.

La cultura del vino es un elemento característico de la ciudad, lo que se manifiesta mediante celebraciones por zonas y producción. Entre el 15 y 20 de marzo de cada año se celebra en la ciudad la Fiesta de la Vendimia, festival con una rica tradición de la cultura criolla y de la historia de la ciudad, influida por la producción vitivinícola de casi cinco siglos. Desde Curicó hay un circuito turístico por las viñas del valle. 
Una de las principales atracciones de la ciudad es la plaza de Armas, declarada Zona Típica; rodeada por sesenta palmeras phoenix traídas desde las islas Canarias, cuenta con esculturas, fuentes de agua, un kiosco de hierro de estilo Eiffel "para actos cívicos" declarado Monumento Nacional. Entre las primeras figuran el busto en bronce del fundador de la ciudad José Antonio Manso de Velasco, obra de la artista Hortensia Alexandre, y el monumento al toqui Lautaro, tallado en tronco por el conocido escultor de Vichuquén Heraclio Calquín. En el pasado, hubo en la plaza de armas cisnes de cuello negro.
Las tortas curicanas, son parte de la tradición popular y cultural de la ciudad, como también parte de la repostería típica chilena. Entre los principales productores, se caracteriza a Tortas Montero por sus clásicas tortas, las cuales son altamente demandadas por pequeños vendedores del sector y por los mismos turistas que visitan la provincia. Esta misma, ingresó en el año 1995 a los Récord Guinness por haber fabricado la torta más grande del mundo.
Muy concurrido durante los paseos de fiestas patrias es el cerro Condell, ubicado en el centro de la ciudad. Tiene una altura de 99 metros sobre el plano y 310 sobre el nivel del mar y una superficie de 45,8 hectáreas; en él se pueden encontrar miradores, el monumento a la Inmaculada Concepción, piscinas, juegos infantiles en diversos sectores, zonas de pícnic, senderos peatonales, calle de acceso en automóvil y también el sector de antenas de radiocomunicaciones.

## Transporte

### Terminales de buses
Curicó cuenta con 2 terminales de buses:
- Terminal rural de Curicó (Plaza terminal): Arturo Prat 780
- Terminal Tur Bus: Avda. Manso de Velasco 015

Las empresas interregionales que operan hacia el norte y sur son: Tur Bus, Andimar y Pullman Bus
Desde los 2 terminales salen buses con destinos a Santiago, La Serena, Viña del Mar, Valparaíso, Rancagua, San Fernando, Talca, Linares, Chillán, Laja, Concepción, Los Ángeles, Victoria, Temuco, Valdivia, Osorno, Puerto Montt, entre otras ciudades y también salidas diarias a  las comunas rurales pertenecientes a la provincia de Curicó.

### Ferrocarril

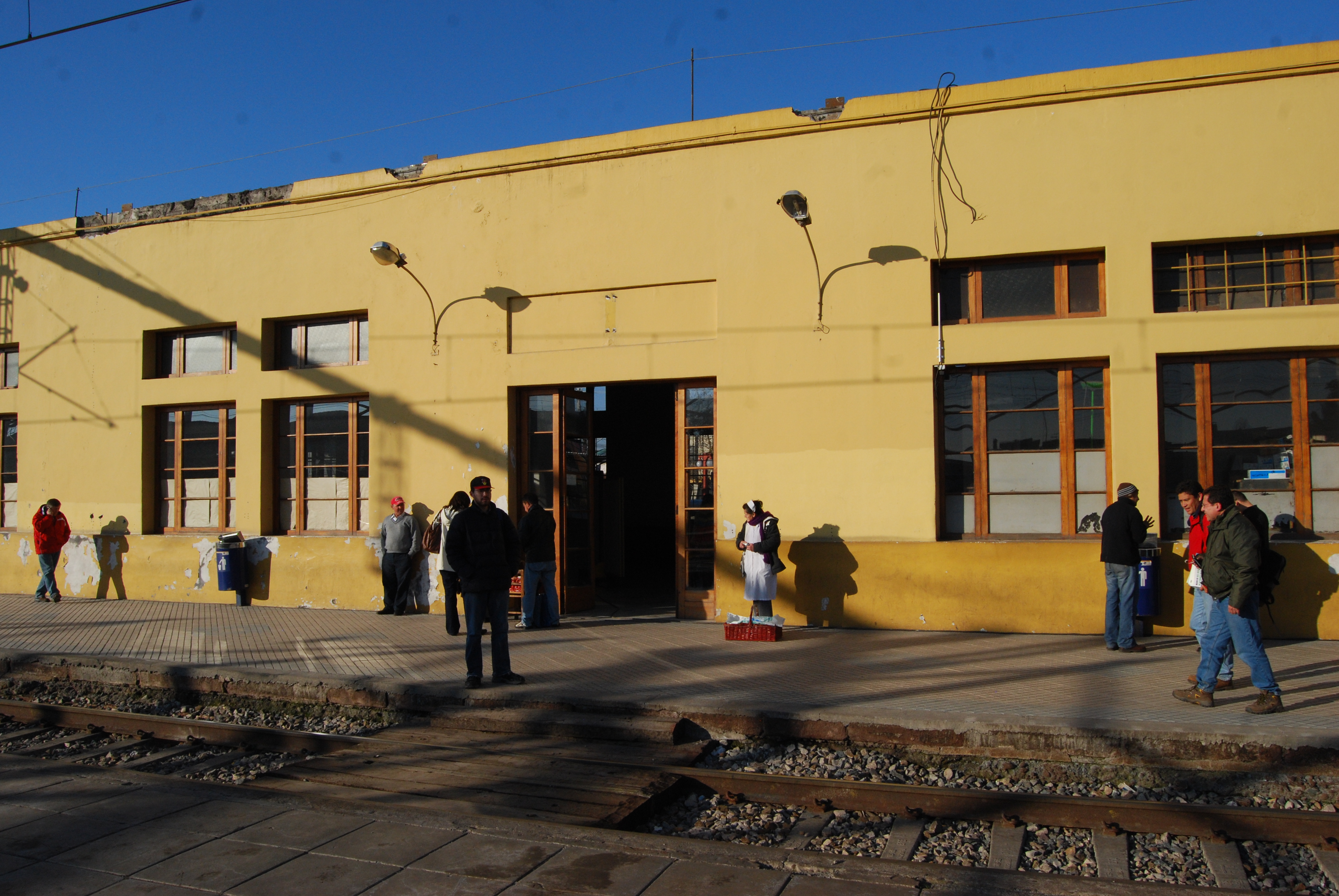
La estación antes de derrumbarse en 2010.

La Empresa de los Ferrocarriles del Estado opera con el servicio de larga distancia Tren Chillán-Estación Central. Hasta 2015 existió el Expreso Maule, un metrotrén de corta y mediana distancia que tenía como principales destinos las ciudades más importantes de la región del Maule. La estación en Curicó, que funciona al lado del edificio derrumbado en el terremoto del 27 de febrero de 2010, está ubicada en la calle Arturo Prat esquina Maipú.
Desde el año 2024, EFE anunció el comienzo del servicio Estación Central-Curicó a través del recorrido exprés en los nuevos trenes BMU de origen asiático, los cuales alcanzan los 160 kilómetros por hora, transformándose así, en el servicio de ferrocarriles más rápido de Sudamérica. Este recorrido fijó el inicio de sus operaciones para el día viernes 19 de enero y en total serán tres viajes diarios hacia la estación de Curicó y viceversa, realizando el viaje en solo dos horas.

### Transporte aéreo
Curicó, cuenta con el aeródromo General Freire, de la Dirección de Aeronáutica Civil, ubicado en el acceso norte a la ciudad, con vuelos de avionetas particulares, comerciales y naves de la Fuerza Aérea de Chile, contando también con equipos y personal de la Dirección Meteorológica. Funciona asimismo el aeródromo Los Lirios de Sarmiento, ubicado a 7 kilómetros al norte de la ciudad, en el sector del mismo nombre.

## Servicios públicos

### Educación

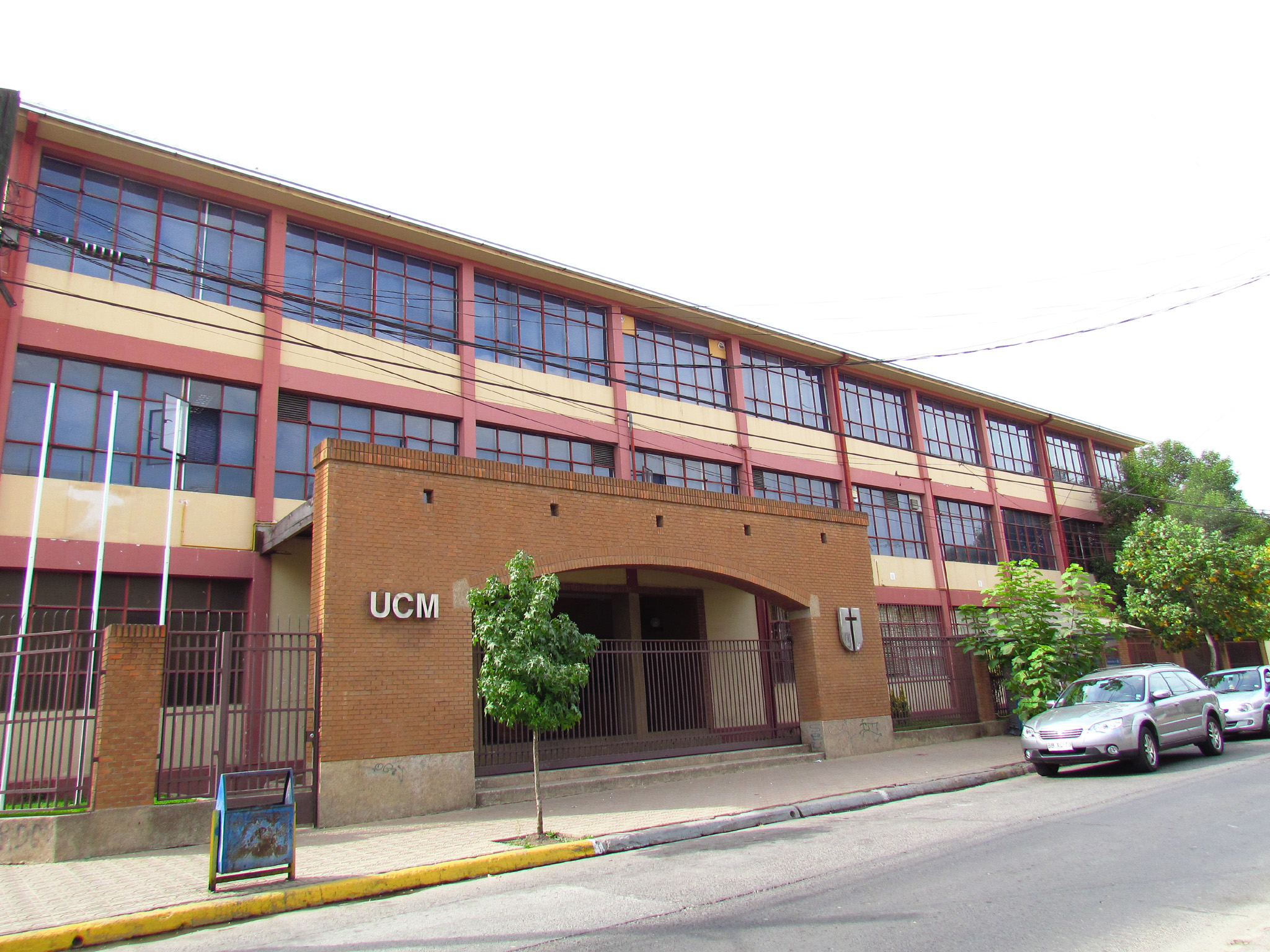
Campus Nuestra Señora del Carmen, UCM.

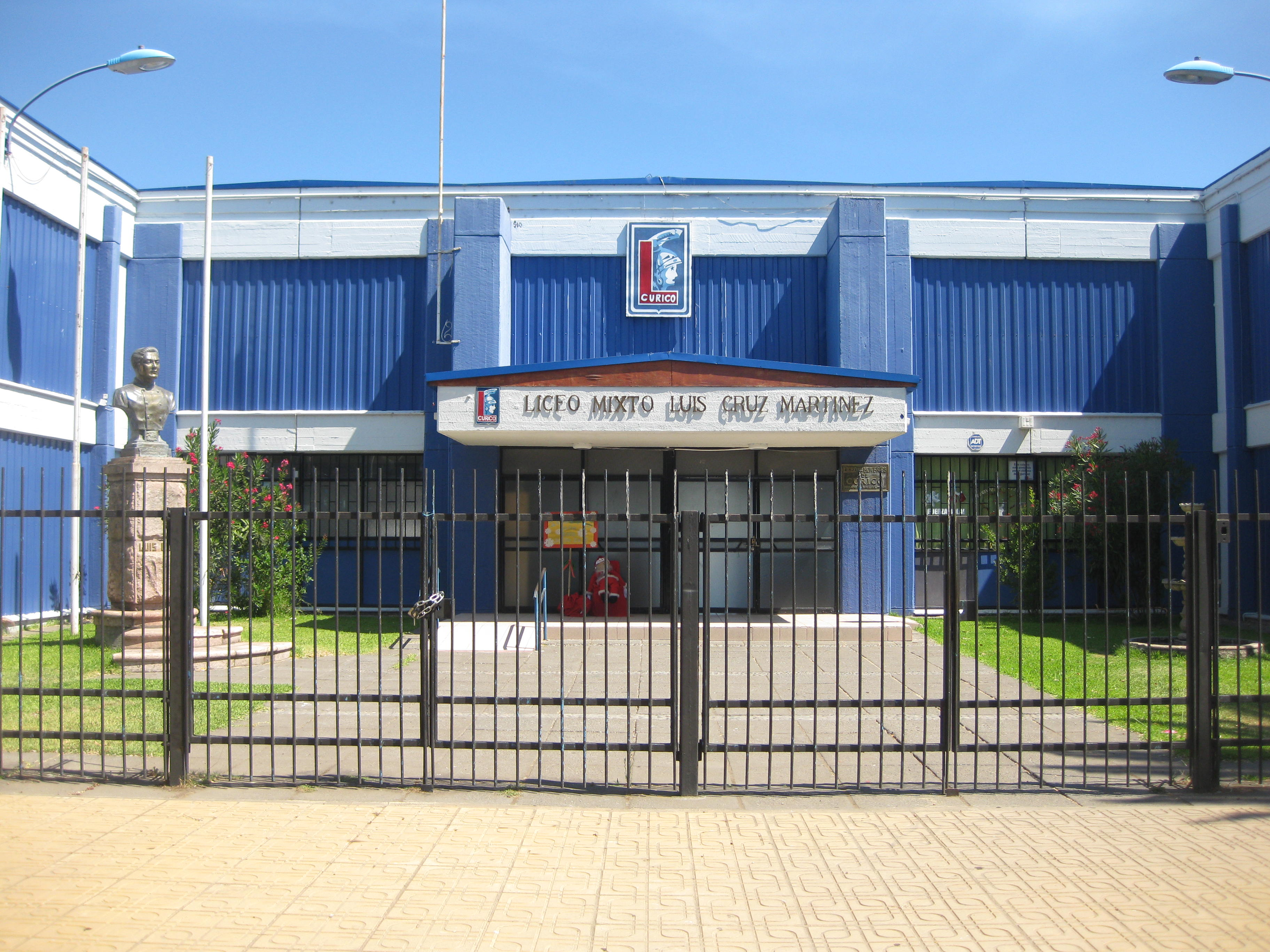
Liceo Luis Cruz Martínez.

#### Enseñanza básica y media
De acuerdo al Ministerio de Educación de Chile, en la comuna de Curicó existen 90 establecimientos de educación parvularia, básica y media, de los cuales 39 escuelas son municipales (19 urbanos y 20 rurales), 45 colegios particulares subvencionados y 6 colegios privados. Contaba en 2007 con un volumen de matrícula que superaba los 35 000 alumnos matriculados, desglosado del siguiente modo: prebásica (3051 alumnos); básica (19 182); media humanista-científica (7538); media técnico profesional (3798).

#### Universidades
La comuna cuenta con las sedes universitarias:
- Universidad de Talca
- Universidad Católica del Maule
- Universidad Tecnológica de Chile

A inicios de los años 1990 hizo el intento de tener su propio instituto de estudios superiores, la Universidad de Curicó. Sin embargo, no se concretó debido a la insuficiencia de requisitos cumplidos para operar.

#### Institutos profesionales y centros de formación técnica
Están presentes las sedes de las siguientes  instituciones educacionales:
- Instituto Profesional AIEP
- Instituto Santo Tomás
- INACAP
- CFT San Agustín[29]

## Cultura

### Festividades

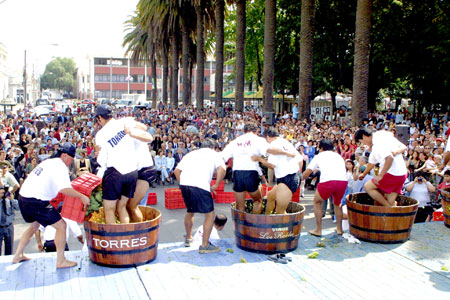
Fiesta de la Vendimia, 2016

- Fiesta de la vendimia de Curicó: organizada por la Municipalidad, se celebra cada marzo con la participación de las principales viñas del valle; todos los años se dedica la vendimia a una ciudad y país diferente, en representación del cual asiste su embajador.
- Fiesta de Chilenidad celebrada durante la segunda semana de septiembre dedicada a destacar costumbres propias de nuestro país.
- Procesión de la Virgen Carmen
- Expopesebres: Diferentes instituciones, sobre todo educacionales, exponen sus pesebres en la plaza de Armas adornada e iluminada
- Encuentro costumbrista de Curicó
- Fiesta de caldillos y cazuelas

También pueden encontrarse distintos festivales y ferias que se realizan a nivel nacional, como el Oktoberfest, realizado en la Alameda Manso de Velasco.

## Deportes

### Ciclismo

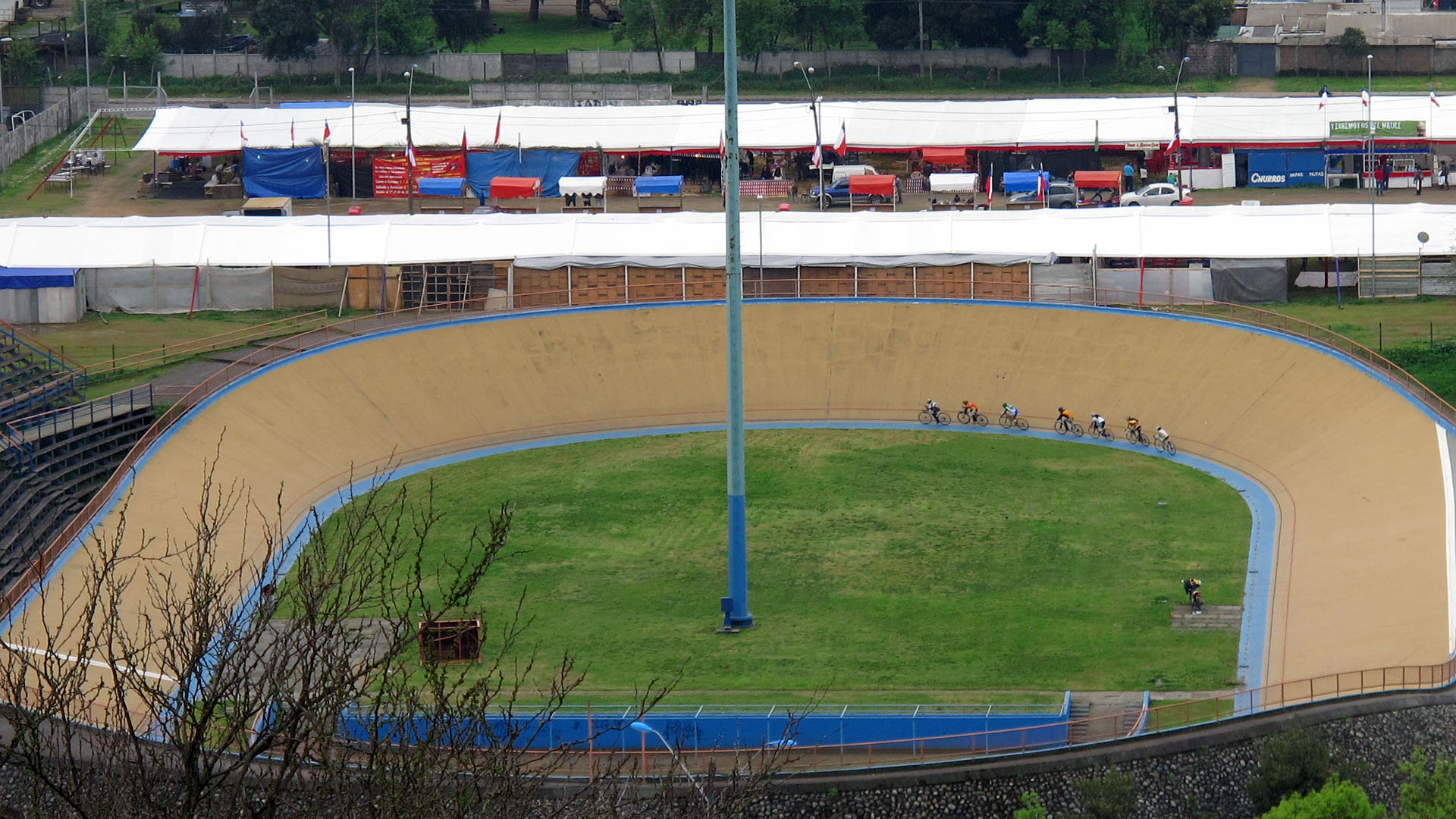
El velódromo Manuel Gallardo de Curicó, a un costado del estadio, visto desde el cerro Condell.

Curicó es llamada la "capital del ciclismo chileno",ya que en esta ciudad han nacido los mejores ciclistas del país, que han aportado logros a nivel internacional, entre los cuales se pueden mencionar a Roberto Muñoz (primer chileno en ganar la Vuelta Ciclista de Chile, en 1983),Manuel Aravena, José Medina, Luis Sepúlveda (ganador dos veces de la Vuelta de Chile, en 1999 y 2000),los hermanos Marcelo y Marco Arriagada, también ganador de dos Vueltas de Chile en 2003 y 2004 (máximo ganador de la competencia junto a Sepúlveda), Carlos Correa, Luis Paredes, José Avendaño y Richard Rodríguez.
En la ciudad, también, surgió el Club Unión Ciclista, organización creada el 23 de noviembre de 1928, por el ilustre Alberto Guerra Cruzat, fundador de la Radio Condell, siendo esta institución el primer club de ciclismo reconocido por la Federación Ciclista de Chile.
El principal recinto de la disciplina en la ciudad es el velódromo Manuel Gallardo, pista ubicada a un costado del estadio La Granja, en el interior del complejo deportivo La Granja, a los pies del cerro Carlos Condell.

### Fútbol

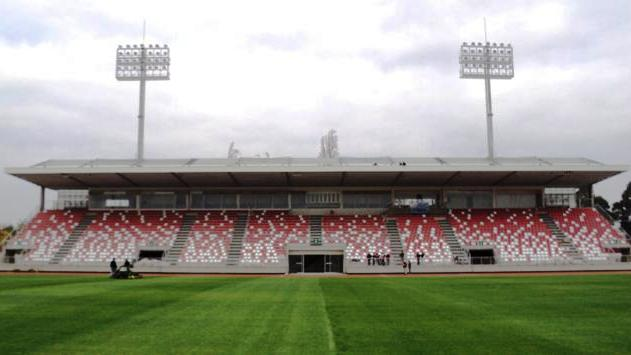
Estadio La Granja de Curicó.

La ciudad de Curicó,  cuenta con un equipo profesional de fútbol llamado Provincial Curicó Unido, que juega en la primera división B. Fundado en 1973, está muy identificado con la ciudad y sus habitantes, y es uno de los pocos equipos del fútbol profesional chileno en seguir el modelo de Corporación Deportiva. Ha logrado los títulos de tercera división 2005, Primera B 2008 y Primera B 2016-17. Hace de local en el estadio La Granja, el principal recinto deportivo de la ciudad, que tiene una capacidad para 8278 espectadores, remodelado en 2010 a través de la Red Estadios Bicentenarios y cumple con estándares FIFA.
Hubo otros clubes profesionales como el Deportivo Alianza, que jugó en segunda división entre 1954 y 1960; el Luis Cruz Martínez (segunda división, de 1962 a 1966), que se adjudicó la Copa Preparación 1962 (el logro más importante del fútbol curicano y maulino) al ganarle 2-1 a Universidad Católica en la final; y el Bádminton, creado en Santiago, pero que se trasladó a la ciudad y jugó representádola en segunda división en 1970 y 1971.
En el fútbol amateur, Curicó fue representado por equipos como Juventud 2000, Liceo de Curicó, Orilla de Martínez, Provincial Curicó y Academia Samuel Reyes.

### Rodeo
En rodeo han destacado jinetes como Ramón Cardemil, Alfonso Navarro Urbina y muchos otros. La ciudad posee la Medialuna La Granja donde se realizan diversos torneos; la Asociación de Rodeo de Curicó es la que ha dado más campeones nacionales en todo Chile: sus jinetes han ganado el título nacional en 14 oportunidades (1962, 1963, 1965, 1967, 1968, 1970, 1973, 1975, 1981, 1985, 1986, 1990, 1991 y 1993).

### Atletismo
En la ciudad se han desarrollado importantes competencias de atletismo, sobre todo a nivel escolar, teniendo como principal escenario el estadio La Granja. La atleta más destacada nacida en la ciudad fue Alejandra Ramos, nombrada la "reina del medio fondo" por la Federación Atlética de Chile, ya que obtuvo medallas de oro a nivel sudamericano, consiguió récords nacionales en pruebas de 800, 1.500 y 3.000 metros planos que se mantienen hasta la actualidad, y representó al país en los Juegos Olímpicos de Los Ángeles 1984.

### Rally

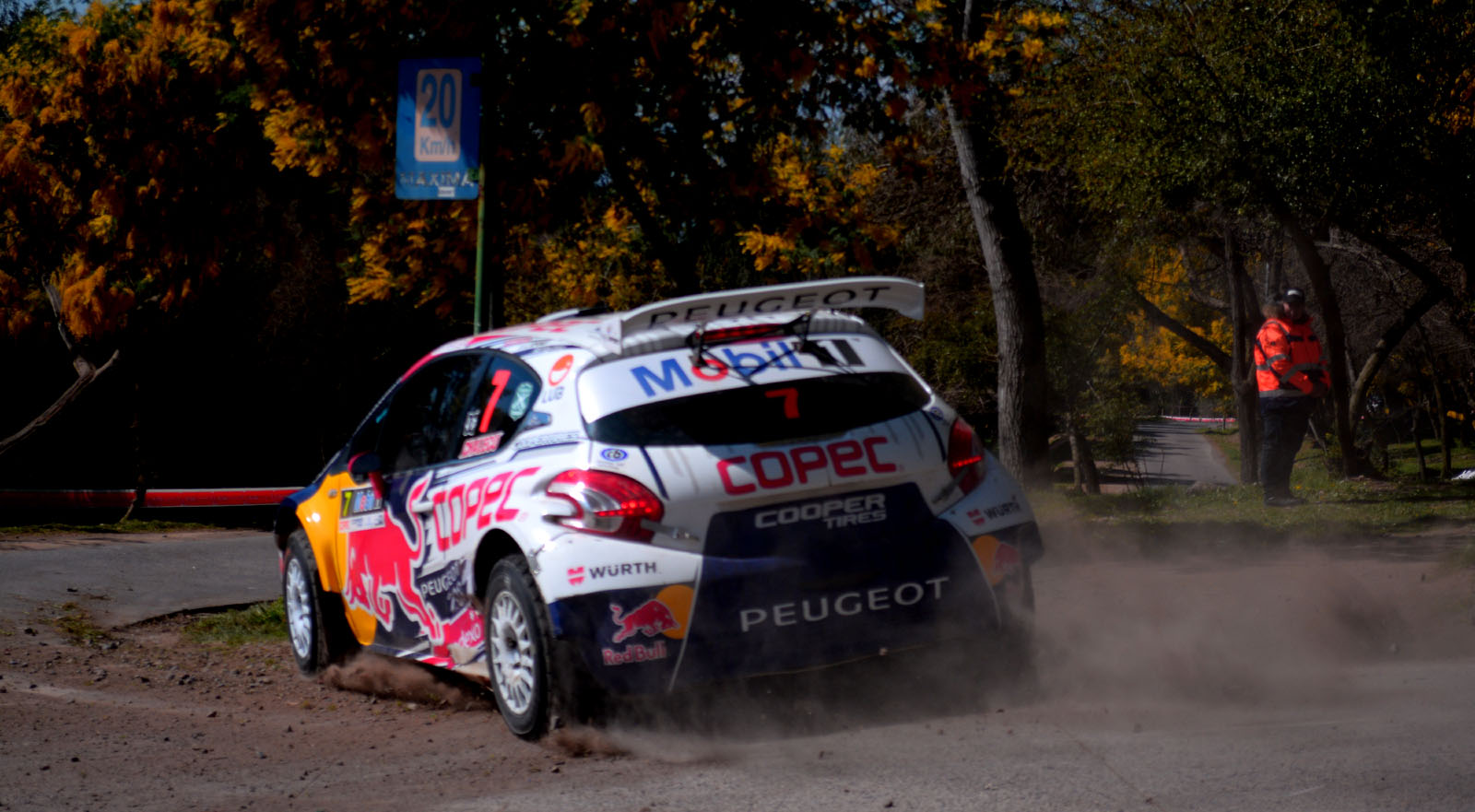
Gran Premio Rally de Curicó en 2018.

En la ciudad se han albergado pruebas del Rally Mobil, la fiesta del deporte tuerca más grande del país, con destacados pilotos nacionales e internacionales. Las fechas de la competencia realizadas en la ciudad han sido cuatro: 2011, 2012, 2018 y 2019.

### Baloncesto
La ciudad cuenta con el equipo profesional llamado Club Deportivo Liceo Curicó, que participó en la División Mayor del Básquetbol de Chile entre 1983 y 1991. Tras su retiro de la liga y tras años de inactividad, fue Provincial Curicó Basquetbol quien vino a llenar ese vacío que había dejado el Liceo, al participar en la Libcentro A en 2013, pero al finalizar aquel año Provincial Curicó entró en receso por falta recursos y apoyo. Dos años después, Deportivo Liceo regresó a la actividad compitiendo en la Libcentro A hasta 2017. Disputa la Conferencia Centro de la segunda división de la Liga Nacional de Básquetbol de Chile, haciendo de local en el Gimnasio Abraham Milad, que tiene una capacidad de 4000 personas aproximadamente.

### Rugby
En 2005, se fundó uno de los primeros clubes de rugby de la ciudad, Curicó Rugby Club, en tres categorías (infantil, juvenil y adulto), y que participa en diferentes campeonatos regionales y nacionales desde entonces.
Se caracteriza por ser de carácter público, ya que las otras organizaciones son privadas, de escuelas.

## Medios de comunicación

### Periódicos
En la ciudad se edita uno de los más antiguos periódicos de Chile, La Prensa de Curicó, fundado en 1898; sus oficinas centrales se encuentran frente a la plaza de Armas, en un edificio que fue destruido por el terremoto de 2010 (temporalmente ocuparon un espacio en la calle sargento Aldea). Como diario de carácter local se consideraba a El Centro, que circulaba en toda la región del Maule y cuya matriz se encontraba en Talca.

### Prensa digital
- Diario Maule[40]

En 2009 nació el portal informativo vivimoslanoticia.cl, que actualmente pertenece a VLN Radio. El 26 de febrero de 2015 comenzó a circular periódico quincenal Provinciamia en las 9 comunas de la provincia de Curicó.

### Radioemisoras
FM
- 88.7 MHz El Conquistador FM
- 89.1 MHz Radio Inolvidable
- 89.9 MHz Radio Favorita
- 91.5 MHz Radio Carolina
- 92.7 MHz Radio Condell
- 93.3 MHz Radio Caramelo
- 93.9 MHz Radio Corporación
- 95.5 MHz Radio Tropical Latina
- 96.1 MHz Radio Universidad de Talca
- 97.3 MHz Estilo FM
- 97.7 MHz ADN Radio Chile
- 98.5 MHz Radio Bío-Bío
- 99.9 MHz Radio La Curicana
- 101.1 MHz Pop Radio
- 102.3 MHz Radio Nuevo Mundo
- 103.7 MHz Radio Vida
- 104.3 MHz Radio Lola
- 104.7 MHz Radio La Nueva
- 105.7 MHz Radio VLN
- 106.5 MHz Radio Alfaomega
- 107.5 MHz Nuevo Tiempo
- 107.9 MHz Radio Nostalgia

AM
- 640 kHz Radio La Señal
- 1450 kHz Radio Tropical Latina

### Televisión
En Curicó existen tres canales de televisión locales: Canal 11 (señal de TV abierta digital), Conexión 99 (señal de cable que transmite en el canal 99 de VTR) y canal 25.1 Vivo TV, además de la recepción de todos los canales de cobertura nacional, que emiten su programación desde Santiago.
TDT
- 3.1 - TVN HD
- 3.2 - NTV
- 5.1 - Canal 13 HD
- 5.2 - T13 En Vivo
- 7.1 - Chilevisión HD
- 7.2 - UChile TV
- 11.1 - Canal 11 Curicó
- 22.1 - Contivisión HD
- 22.2 - Contivisión Música
- 25.1 - Vivo TV
- 25.2 - Telecanal HD
- 50.1 - UTalca TV

## Literatura complementaria
- Cifras del Censo 2002 publicado por INE (Instituto Nacional de Estadísticas)
- Índice de calidad de vida de las comunas de Chile 2013, especial de El Mercurio
- Índice de calidad de vida de las comunas de Chile 2013 ICVU-CChC
- Estudio acerca de la urbanización en ciudades latinoamericanas